# 24259 Chriswalker
24259 Chriswalker (1999 XR127) là một tiểu hành tinh vành đai chính được phát hiện ngày 12 tháng 12 năm 1999 bởi R. Tucker ở Goodricke-Pigott Observatory.